# 千日前OSスバル座
千日前OSスバル座（せんにちまえオーエススバルざ）は、かつて大阪市中央区難波に存在した映画館である。オーエス株式会社が経営した。

## 沿革
- 1947年（昭和22年） - 東洋映画株式会社により開館、東京で有楽町スバル座を経営するスバル興業株式会社との提携により名称を大阪スバル座とする。
- 1951年（昭和26年）6月 - オーエス映画劇場株式会社が東洋映画株式会社を合併。オーエス映画劇場直営館となる。
- 1970年（昭和45年）4月 - 跡地に南OSビル建設のため閉館。
- 1971年（昭和46年）12月 - 南OSビル竣工。
- 1975年（昭和50年）4月9日 - 南OSビル5階に再開。（座席数：505席）
- 2006年（平成18年）9月24日 - 閉館。

## 特徴
- 劇場が建設された土地はもともと竹林寺の敷地内であった[1]。開館時は全館指定席で、またロマンスシートといわれた2人掛けの特別席を備えていた。
- 南街会館閉館前はみゆき座系の作品を主に上映し、ニューOS劇場[2]とチェーンを組んだことも多かったが、末期は東宝邦画系封切館（日劇2系）になった。
- 南OSビル（通称：南OSプラザ）竣工時はボウリングブームの最中にあり、3フロアがボウリング場に割り当てられ、映画館としてはすぐに再開しなかった。しかし、その後ボウリングブームが下火となり映画館として5年ぶりに復活した。
- 難波地区のシネマコンプレックス（TOHOシネマズなんば）の開業により、2006年（平成18年）9月24日をもって閉館。最後のロードショー作は同年8月26日封切の「UDON」。最終興行として9月22日に「2001年宇宙の旅」、23日に「タイタニック」、24日に「風と共に去りぬ」が上映され、大阪スバル座時代から数えて59年にわたる歴史に幕を閉じた。
- 入居していた南OSビル自体も平成20年6月にラウンドワン傘下の有限会社アールワン難波に譲渡され[3]、改築を経て2012年（平成24年）4月27日、『ラウンドワンスタジアム千日前店』[4]がオープンした。